# Rutgers (centre d'expertise)
Rutgers est un centre d'expertise néerlandais pour la sexualité. Le centre actuel est le résultat d'un certain nombre de fusions dont les plus récentes incluent le Rutgers Nisso Groep, la World Population Foundation (WPF) et Dance4Life. Le centre travaille au niveau international grâce à ses collaborateurs locaux de 18 pays différents.
L'objectif de Rutgers est d'améliorer les droits sexuels, l'accès à l'éducation sexuelle et à toutes informations concernant la sexualité, ainsi que l'accès à la contraception et à l'avortement sécurisé. Il cherche aussi à renforcer la prévention contre les violences sexuelles. Le centre a été nommé après le médecin néerlandais Johannes Rutgers.

## Historique

### Johannes Rutgers
Johannes Rutgers (1850-1924) était un médecin populaire à son époque. Il a été marié une première fois, mais sa femme est décédée après son quatrième accouchement. Sa deuxième femme, Mietje Hoitsema, était, tout comme lui, féministe et socialiste. Ensemble, ils ont ouvert une bibliothèque gratuite dans leur maison à Rotterdam et offraient l'asile aux personnes dans le besoin. Selon Johannes Rutgers, la première étape pour l'émancipation des femmes et pour l'égalité des genres était l'accès à la contraception pour tous, ce qui permettrait aussi à chacun de profiter pleinement de sa vie sexuelle. En 1892, il commence à organiser des consultations gratuites sur la contraception. En 1898, il devient un membre actif de la confédération néerlandaise Nieuw-Malthusiaanse Bond (NMB). Ses idées étaient progressistes. Il recherchait l'égalité pour les femmes, une bonne éducation sexuelle pour les enfants et l'accès à la contraception pour tous. Ses publications sur l'eugénisme, le malthusianisme et le darwinisme étaient contemporaines, mais son travail dans le domaine de l'éducation sexuelle et de l'accès à la contraception était bien en avance sur son temps. Son travail marque d'ailleurs le début de la réforme sexuelle aux Pays-Bas.

### Malthusianisme
Le malthusianisme était un mouvement international qui s'appuyait sur les idées de Thomas Malthus, un révérend et économiste anglais. En 1798, il écrit le livre An essay on the principles of Population dans lequel il explique que la croissance démographique et la production de nourriture ne resteront pas en équilibre, ce qui aura pour conséquence la pauvreté et la famine. Selon lui, l'abstinence sexuelle (totale) était la seule manière de remédier à ce problème. Aux Pays-Bas, ces idéologies ont mené à la création, en 1881, de la Nieuw-Malthusiaanse Bond (NMB). Cependant, contrairement à leurs homologues anglais, les malthusiens néerlandais avaient pour conviction que la contraception était aussi une solution afin de limiter la croissance démographique.

### Eugénisme
Johannes Rutgers est souvent associé au début de « l'eugénisme », qui soutient que les races peuvent être améliorées grâce à la stérilisation des personnes pauvres ou de celles qui souffrent d'un handicap mental. Aux Pays-Bas, cette théorie était populaire des années 1900 environ jusqu'aux années cinquante. À l'époque, J. Rutgers avançait aussi qu'il était préférable que certaines personnes ne fassent pas d'enfants, par exemple, celles en situation de pauvreté. En 1905, il a écrit son livre Rasverbetering (amélioration de la race), dans lequel il affirmait que la contraception consciente améliorerait la qualité de la race humaine. Les termes « amélioration de la race » ont aujourd'hui une connotation raciste en lien avec les nazis. Ces termes apportent l'idée qu'une race peut être supérieure et que toutes les races ne sont pas égales. Cependant, ce n'est pas la vision qu'avait Johannes Rutgers à l'époque. Il rejetait aussi l'idée qu'il existe une race pure.

### Origine
Dans les années trente, la NMB avait déjà ouvert des services de consultation à Amsterdam et Rotterdam intitulés « mariage et vie sexuelle ». En 1946, la confédération a continué son combat sous le nom Nederlandse Vereniging voor Seksuele Hervorming (NVSH ou la Société néerlandaise pour la réforme sexuelle). La grande quantité de demandes d'aide dans les services de consultation a conduit à la création d'une fondation distincte en 1969 : la Rutgers Stichting (le précurseur du centre Rutgers actuel). Afin de trouver de l'aide dans le domaine de la sexualité, tout le monde pouvait se rendre dans ces services de consultations : les Rutgershuizen (les maisons Rutgers). En 2002, ces maisons vont être transférées au GGD (le service municipal de santé). La fondation continue de se consacrer, encore aujourd'hui, à la santé sexuelle et reproductive ainsi qu'aux droits humains.

## Mode de fonctionnement
Le centre Rutgers défend le droit de profiter de sa sexualité. Il agit autant aux Pays-Bas que dans des pays du monde entier (par exemple, en Colombie, en Ukraine, en Albanie, au Burkina Faso, etc.). Il cherche à améliorer les droits sexuels, l'accès à la contraception ainsi que l'accès à l'avortement sécurisé. Il veut aussi renforcer la prévention contre les violences sexuelles.

### Enquête
Le centre réalise des enquêtes chaque année afin de comprendre les problèmes présents dans la société actuelle. Les sujets sont, par exemple, l'avortement ou l'éducation à l'école. Grâce aux résultats de ces enquêtes, Rutgers peut mettre des choses en place pour répondre aux besoins de chacun.

### Formation
Rutgers propose différentes formations pour que chacun puisse contribuer positivement à la santé sexuelle. Le centre organise des formations, mais également des ateliers, des cours en ligne, des groupes de discussions, etc. Il fournit aussi des conseils et des outils pour les membres du personnel enseignant.